# Pär Sundström
Pär Sundström es un bajista sueco, nació el 8 de junio de 1981 en Falun, Suecia. Él y Joakim Brodén son los últimos miembros fundadores restantes de Sabaton. También es el mánager y uno de los compositores de la banda.

## Vida y carrera
Durante su juventud, Sundström formó parte de algunas bandas de black y death metal. Un cuarteto en el que tocaba ganó más reputación cuando se unió Joakim Brodén, originalmente como tecladista y luego como vocalista principal. En 1999, fundó Aeon junto con Brodén, Oskar Montelius, Rikard Sundén y Richard Larsson. Esta banda fue renombrada como "Sabaton" por Brodén. En cuanto a su papel en Sabaton, afirmó en una entrevista con metalheadspotted.com: ″ No practico mucho. Me aseguro de conocer todas las melodías de Sabaton, pero eso es todo. Mi trabajo no es solo tocar el bajo. Hago muchas cosas que son necesarias para la banda como mánager ″. Antes de que Sabaton se convirtiera en una banda profesional, Sundström trabajó durante cinco años ″como gerente de una gran empresa″. Su oficina de administración y el estudio de la banda tienen base en Falun. Sundström no tiene hijos y tiene una hermana. Sus principales influencias musicales son Twisted Sister, especialmente Dee Snider, así como Johann Sebastian Bach y Skid Row. Menciona a grupos como Iron Maiden, Scorpions, Guns N' Roses, Raubtier, Skid Row y Sabaton entre sus bandas favoritas. En los primeros años de Sabaton, Sundström se encargó de la pirotecnia para las presentaciones, ya que es pirotécnico profesional.